# ザルティス

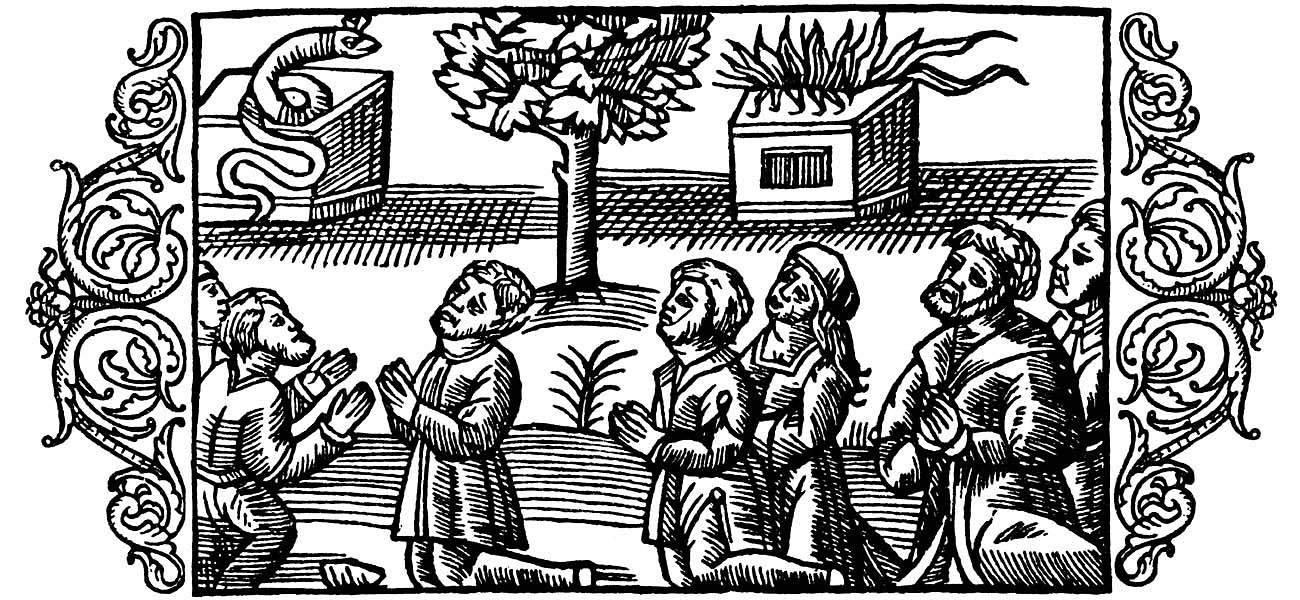
オラウス・マグヌスが16世紀に制作した銅版画での、リトアニアの宗教儀式の様子。火の祭壇とザルティスを載せた祭壇が描かれている。

ザルティス (リトアニア語: Žaltys) またはザルテュス (英語: Zaltys) とは、バルト地方の古来の宗教に基づいて信仰されていた蛇である。

## 信仰
古来より、リトアニア、ラトビア、プロイセンの人々は、毒を持たず穏やかな気質の緑色の蛇、ヨーロッパヤマカガシを、かまどを守る神として崇拝していた。豊穣をもたらすとされるザルティスは、ベッドの下や部屋の隅など家屋内のどこにでも居させてもらえた。太陽の女神・サウレー（ザウレ）はかまどの火の象徴でもあったため、家屋内の火のそばにも住むザルティスは女神サウレのお気に入りだと信じられ、この蛇を殺すことは冒涜とされた。
リトアニアでは14世紀にキリスト教を公認して改宗したが、その後も農民達はザルテュスを崇拝していた。バルト地方の古来からの神々に関する記録を残した、キリスト教聖職者のラシキウス (Lasicius) によれば、16世紀当時、来年の豊作を願うための年に1度の儀式の際には、飼われている蛇を神官が巣穴から出し、ご馳走を与えていたという。
リトアニアなどのバルト地域のみならず、スラヴ人にもザウレとザルティスは信仰された。

## ザルティスの異種
ザルティスには、不思議な富を授け、空を飛び光るものがいると言われている。それらはまた別の生き物で、アイトヴァラス（アイトワラス）と呼ばれる。